# Місцеві–швидкісні смуги

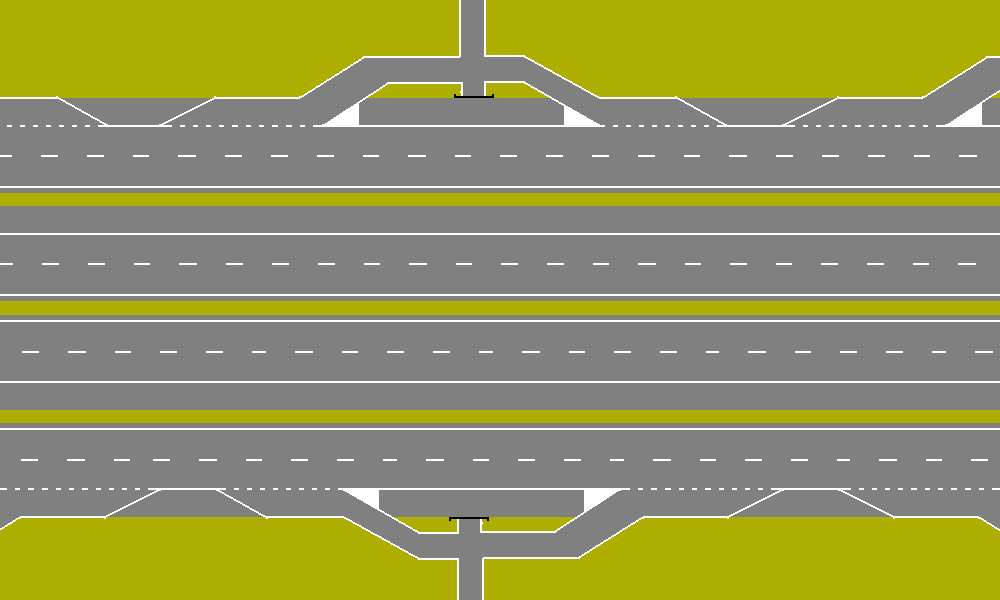
Спрощена схема автомагістралі з паралельними смугами для місцевого руху.

Система місцевих і швидкісних смуг — це розташування проїжджих частин на головній автомагістралі, де міжміський транспорт може використовувати смуги з меншою кількістю розв'язок порівняно з місцевим транспортом, який використовує «місцеві» або «збірні» смуги, які мають доступ до всіх розв'язок. Це також можна назвати колекторно-розподільною смугою в межах однієї розв'язки. Одним із найдовших прикладів є автомігстраль HWY401 у Торонто, де з'їзди між швидкісними та місцевими/колекторними смугами перетинають один одного; вони широко відомі як переплетені рампи.
Враховуючи значну загальну ширину цієї конструкції, нові приміські автомагістралі часто проектуються з розв'язками, розташованими на достатньо великій відстані одна від одної, щоб уникнути необхідності паралельних доріг.
Деякі конфігурації смуг для місцевих швидкісних смуг складаються з платних смуг для швидкісних перевезень, у яких водії повинні платити за проїзд смугами для швидкісних перевезень.

## Галерея

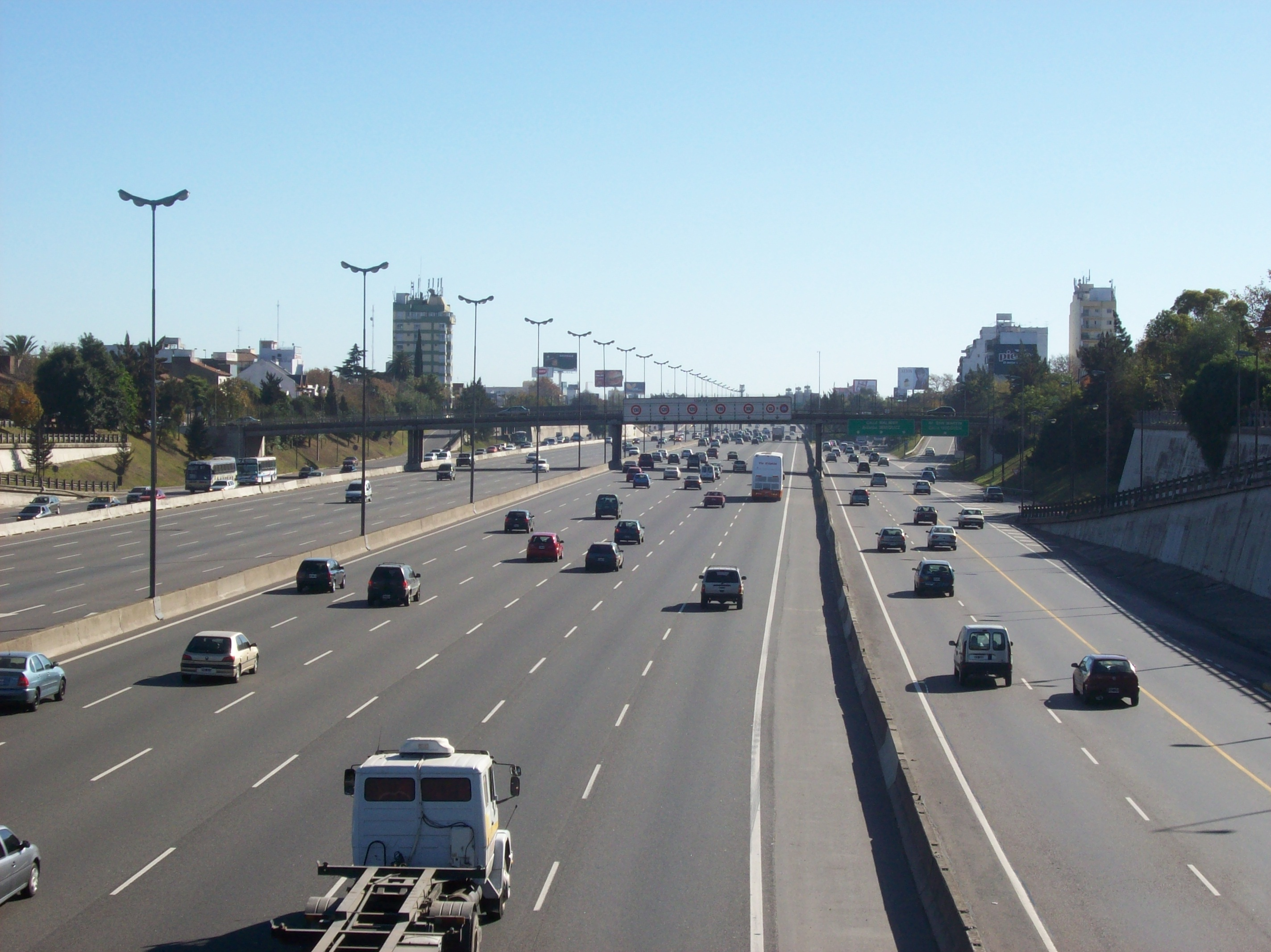
Національний маршрут 9 (Аргентина). Експрес -смуги (ліворуч, всі транспортні засоби) та місцеві смуги (праворуч, лише машини та автобуси), що спостерігаються на вигляді на північ.
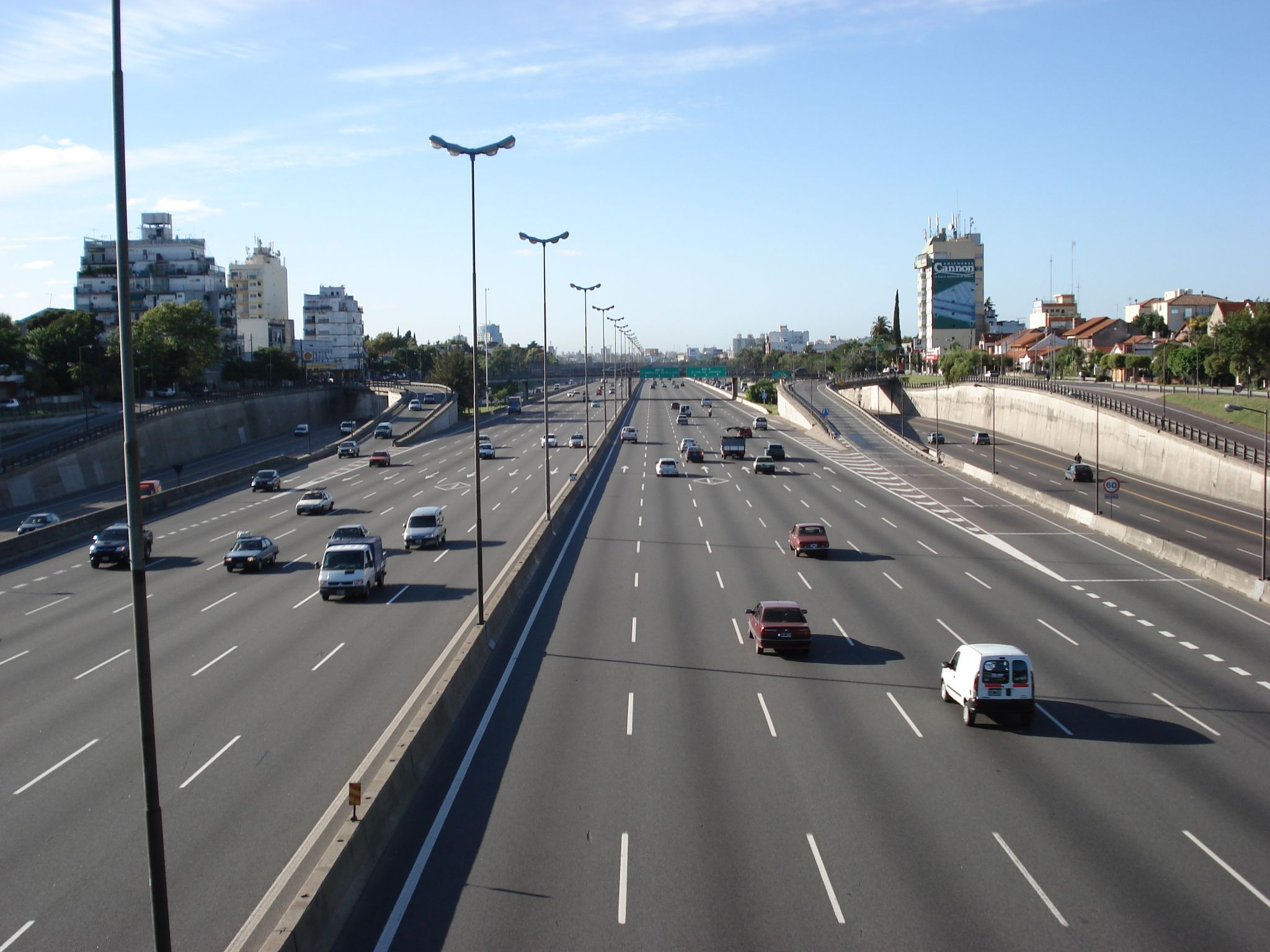
Вид на автостраду North Access на Буенос -Айресі, Аргентина з мосту на вулиці Прес Х. Іройєн у Флориді, Буенос -Айрес, Аргентина.
Схема розміщення рамп переходу між смугами руху.
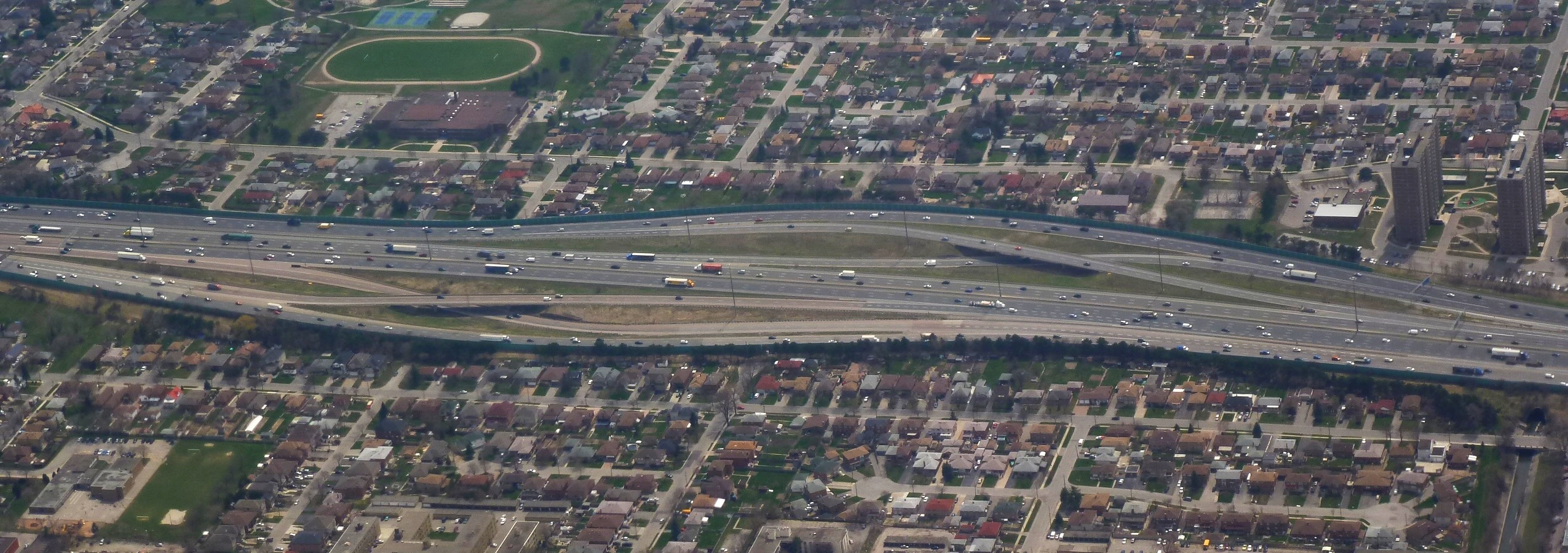
Переплетіння рамп на автомагістралі HWY401 (Торонто)
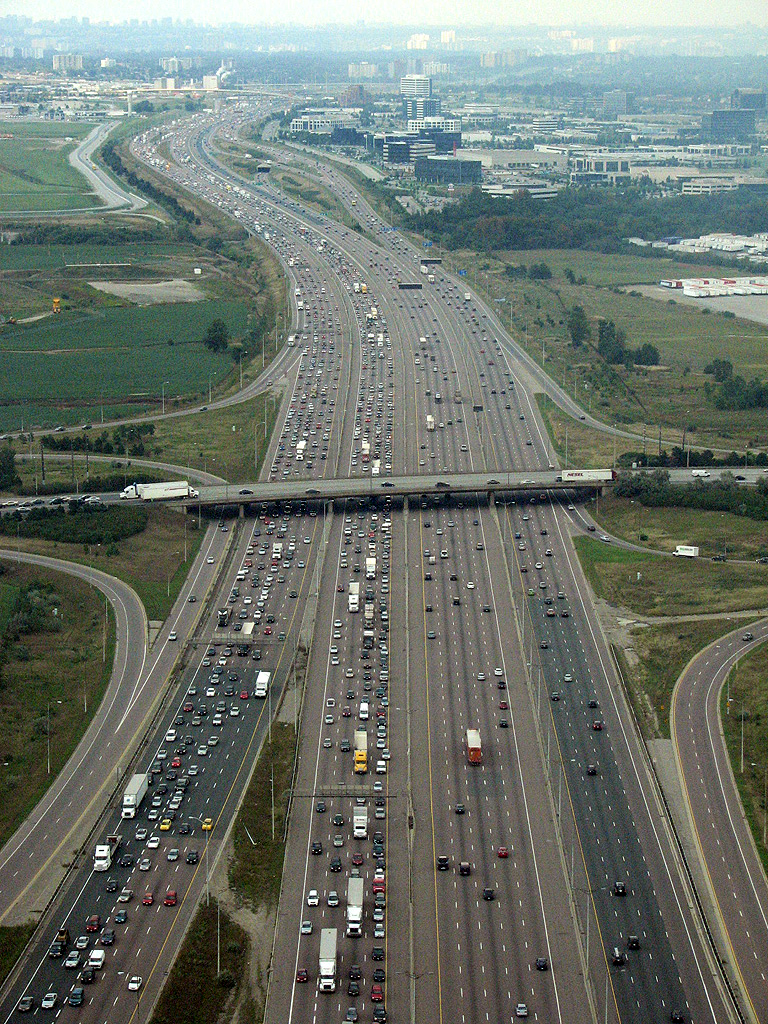
З'їзд з експрес-смуг зазвичай можливий лише після переходу на колектрорні смуги (перетин автомагістралі HWY401 з Dixie Rd (Міссісога)).
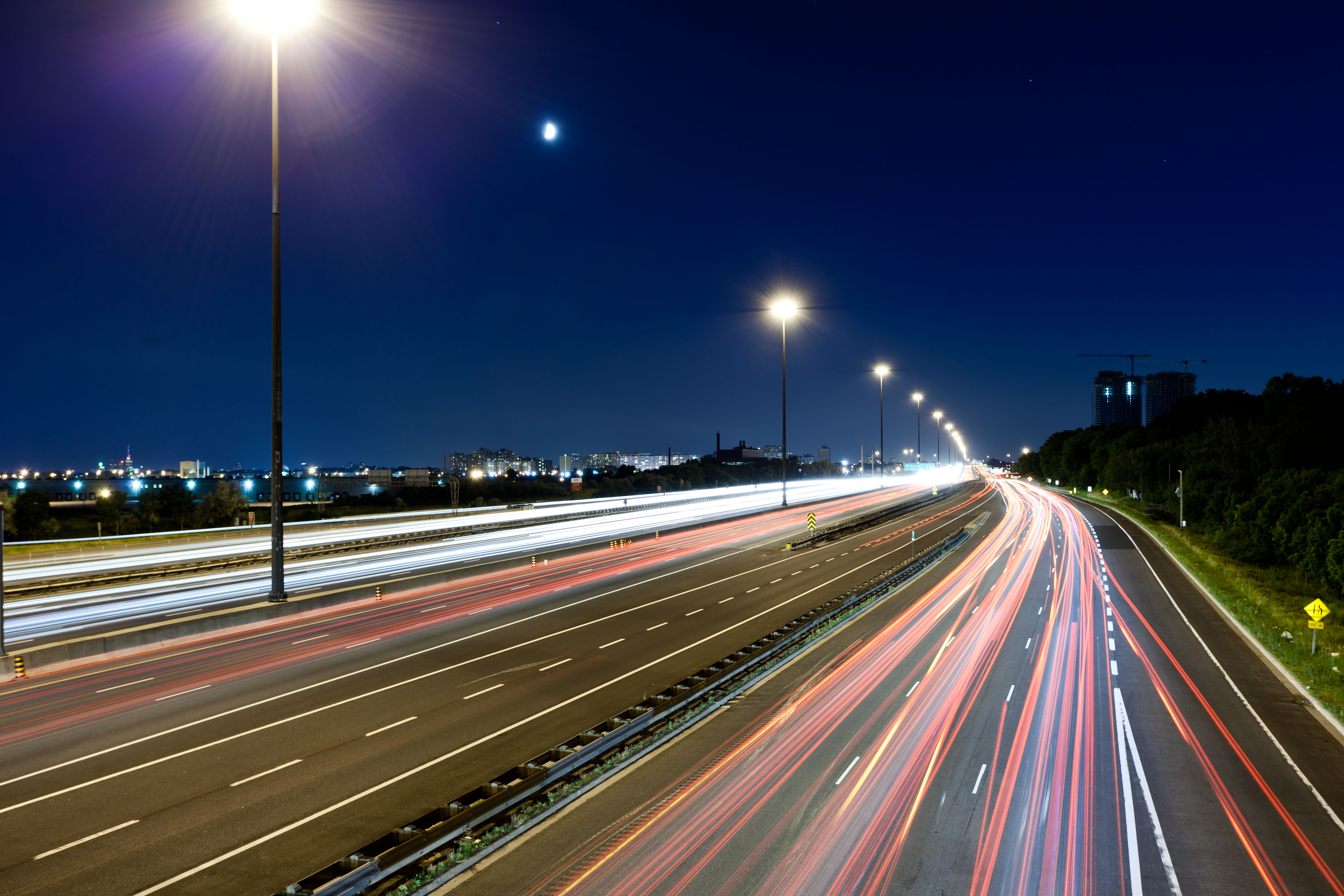
Експрес до колектора на автомагістралі HWY401.
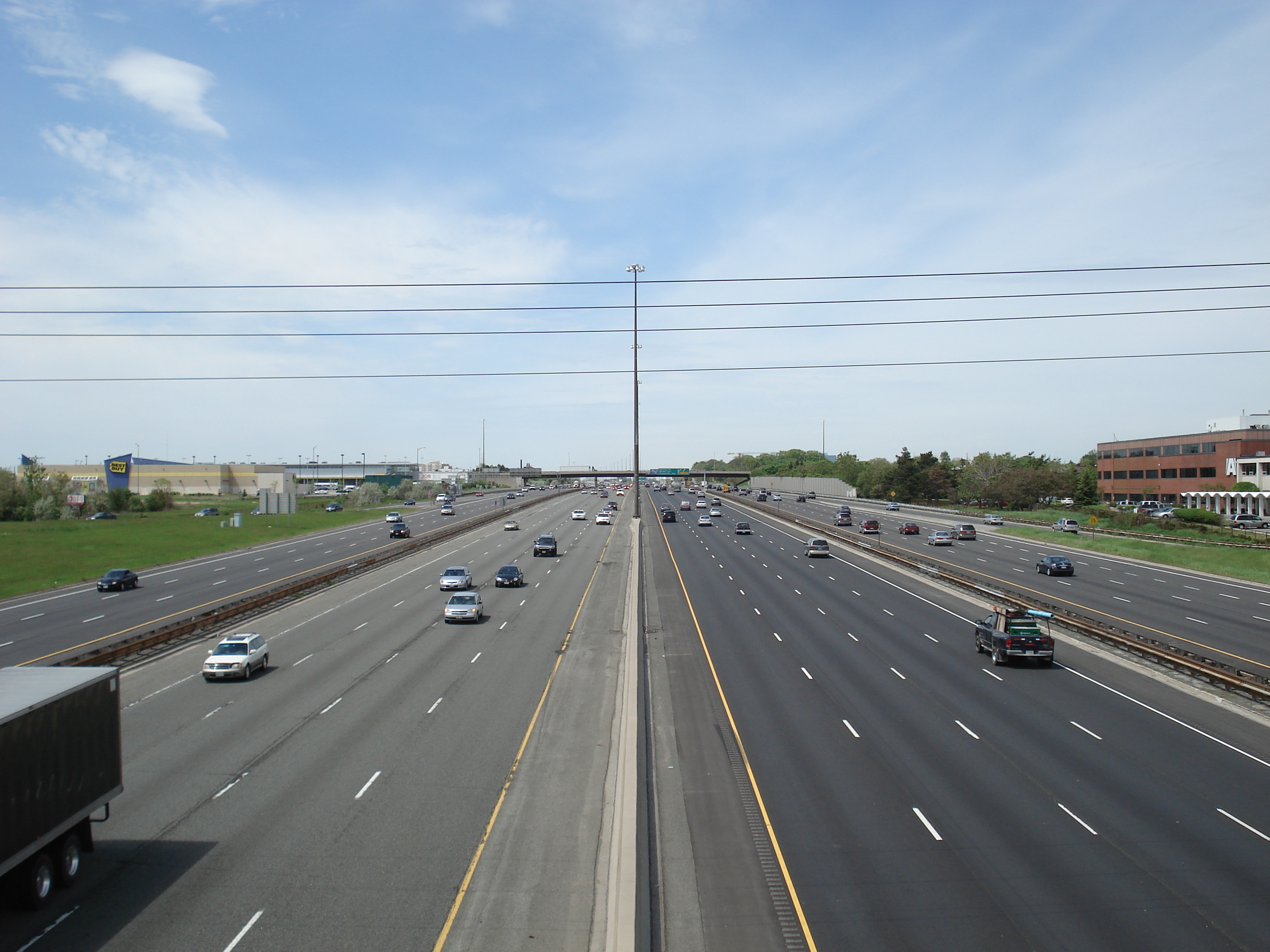
Конфігурація проїжджої частини колектора - Express на автомагістралі HWY401.
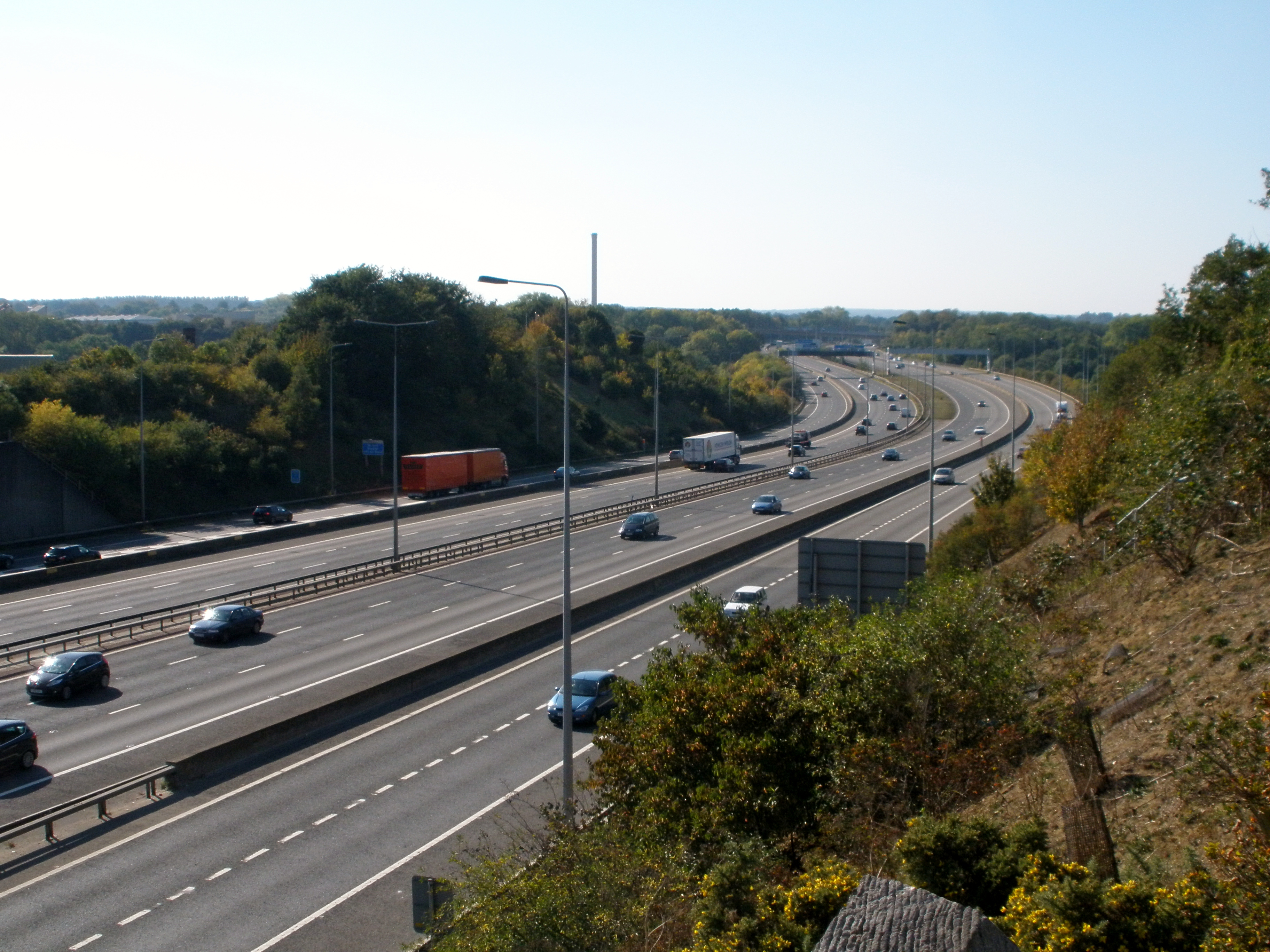
M20 автострада поблизу Мейдстоун, Англія, показуючи відокремлені місцеві експрес -смуги.
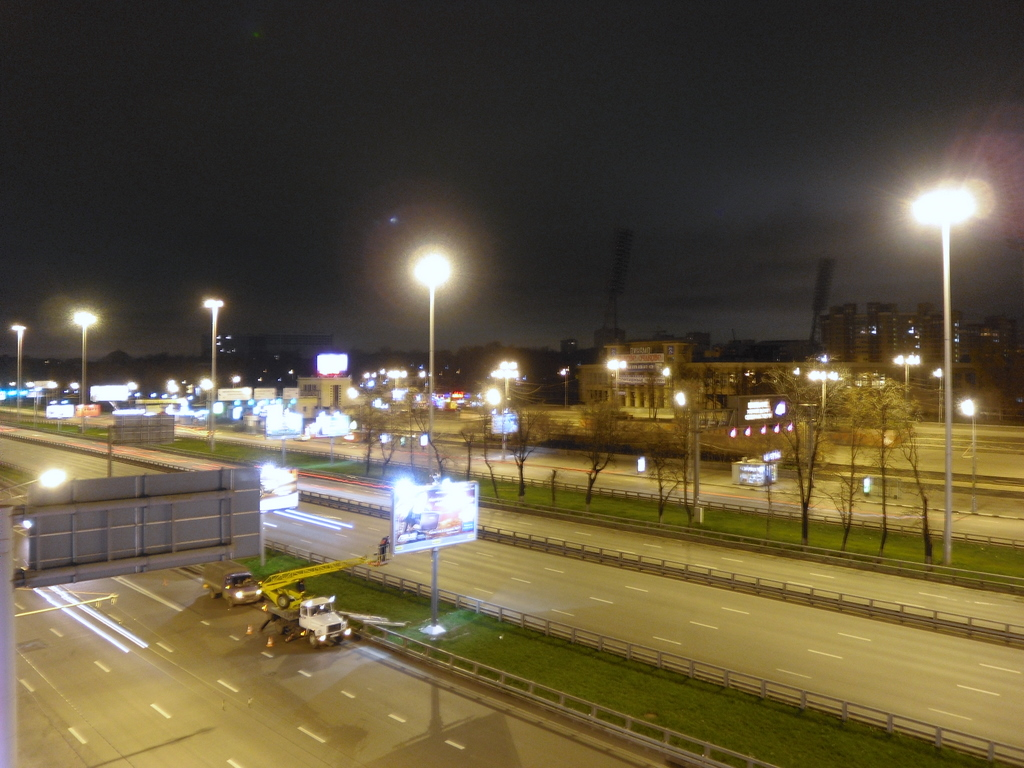
Експрес -та місцеві смуги Ленінградського Проспекту в Москві
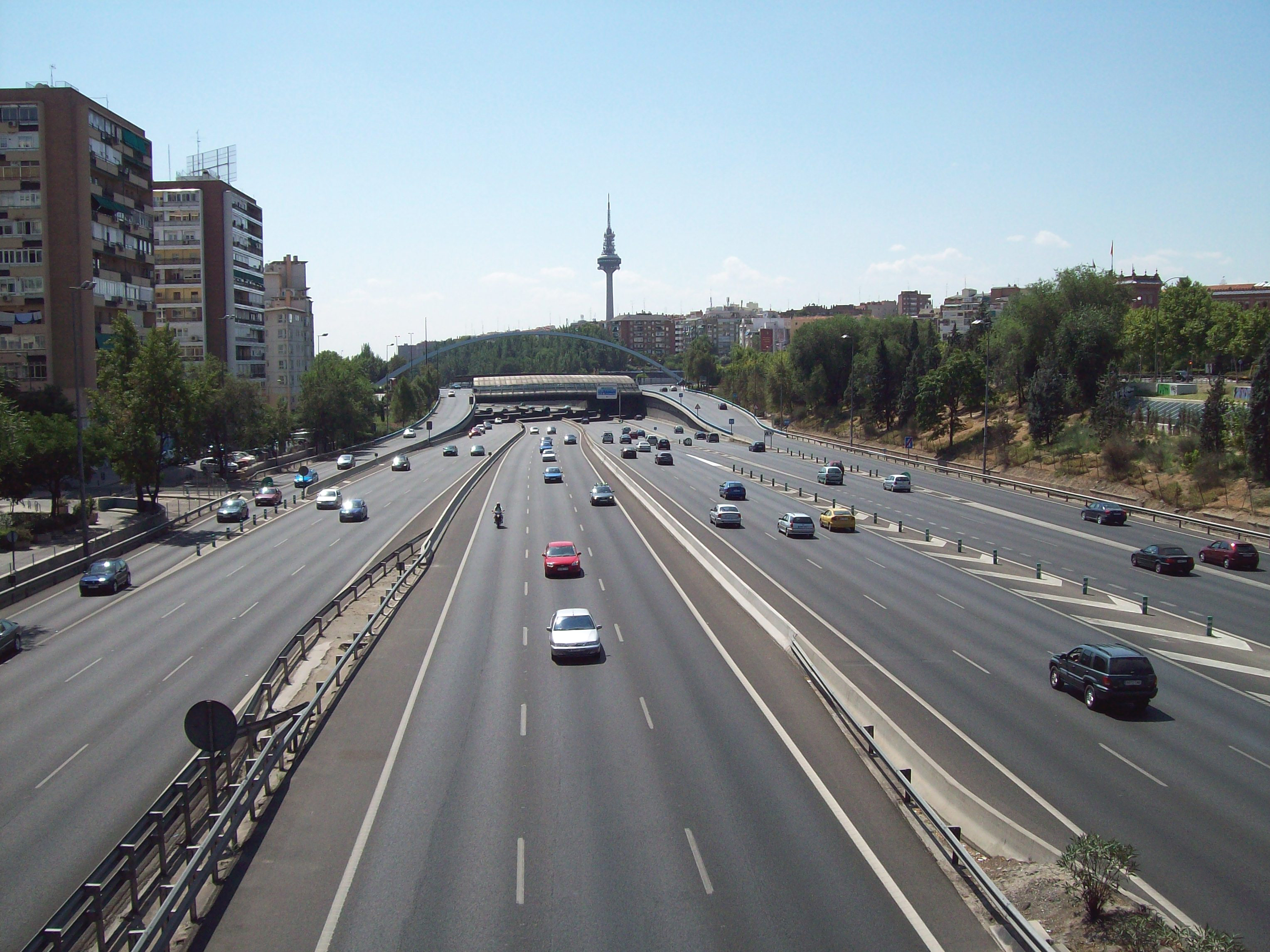
Експрес-та місцеві смуги, кругове шосе М-30 в Мадриді, Іспанії, Східна секція
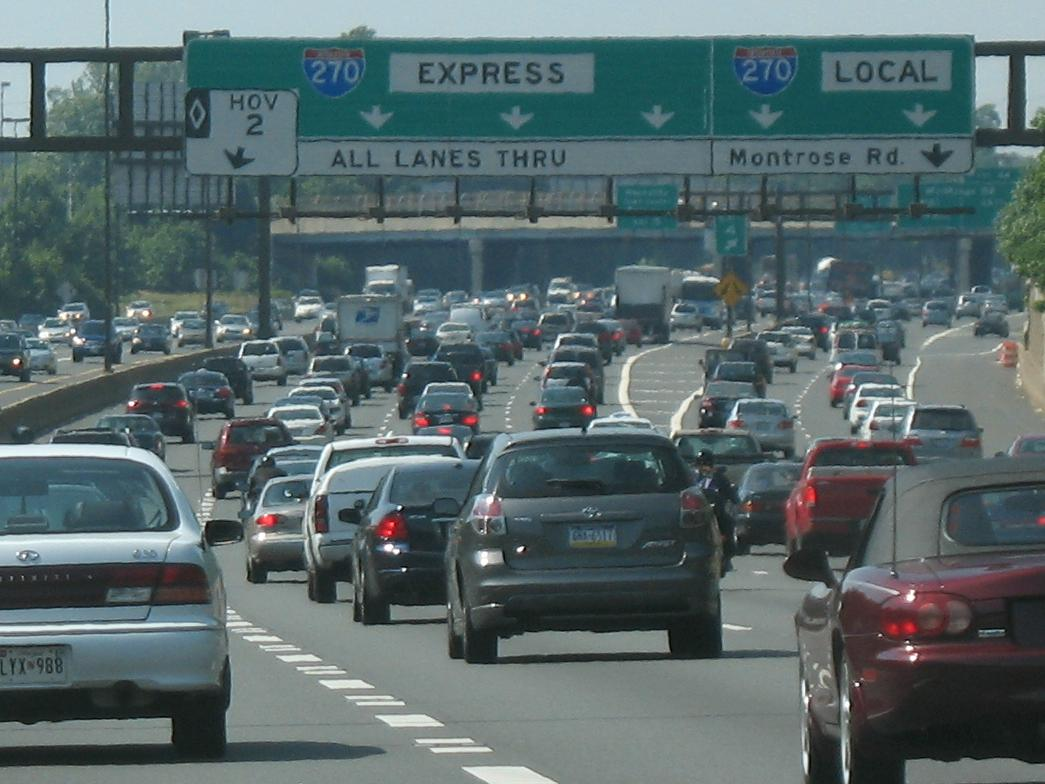
Місцеві експрес-смуги на міждержавних 270 в окрузі Монтгомері, штат Меріленд
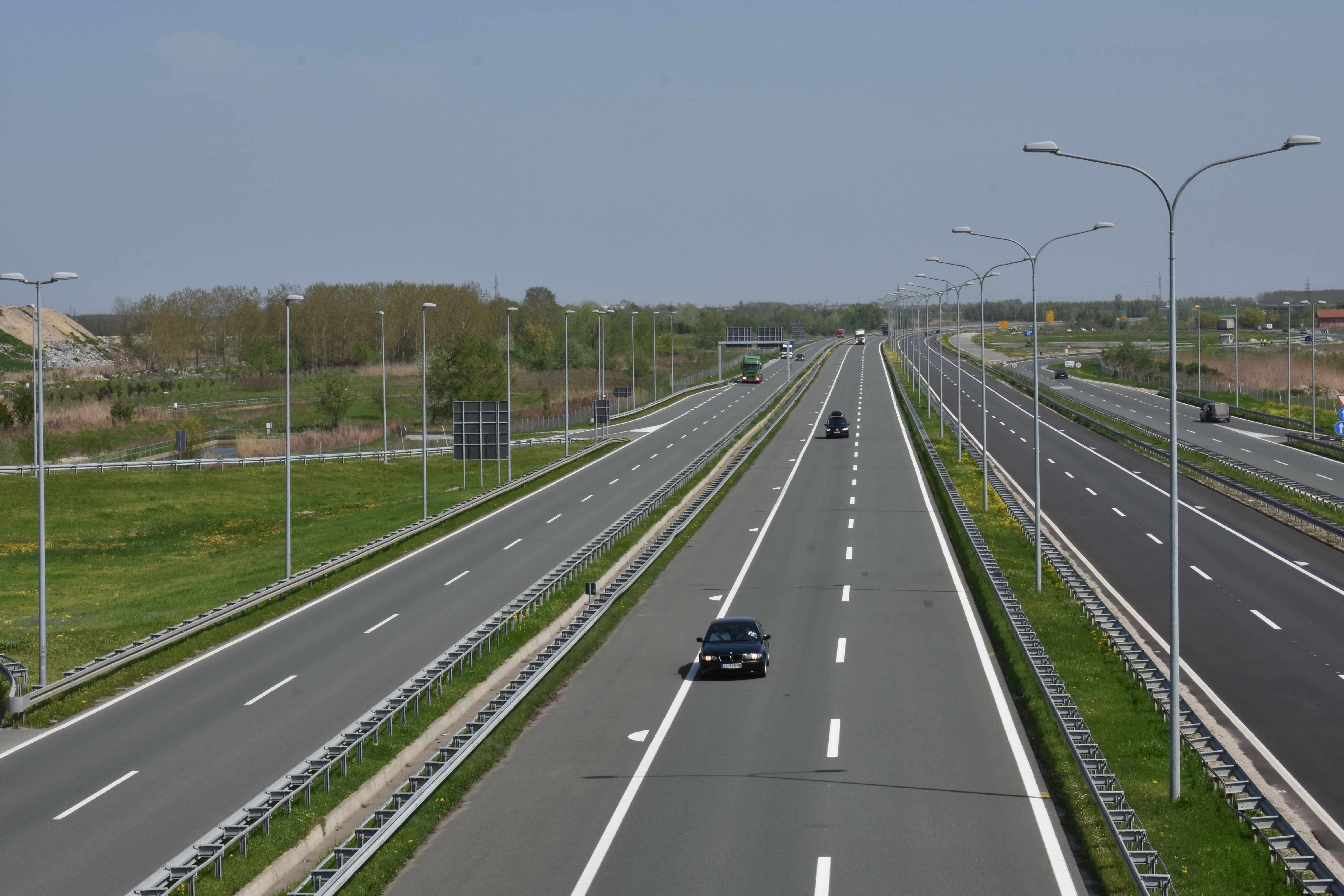
A1 автосмуга через Нові Сам, Сербія
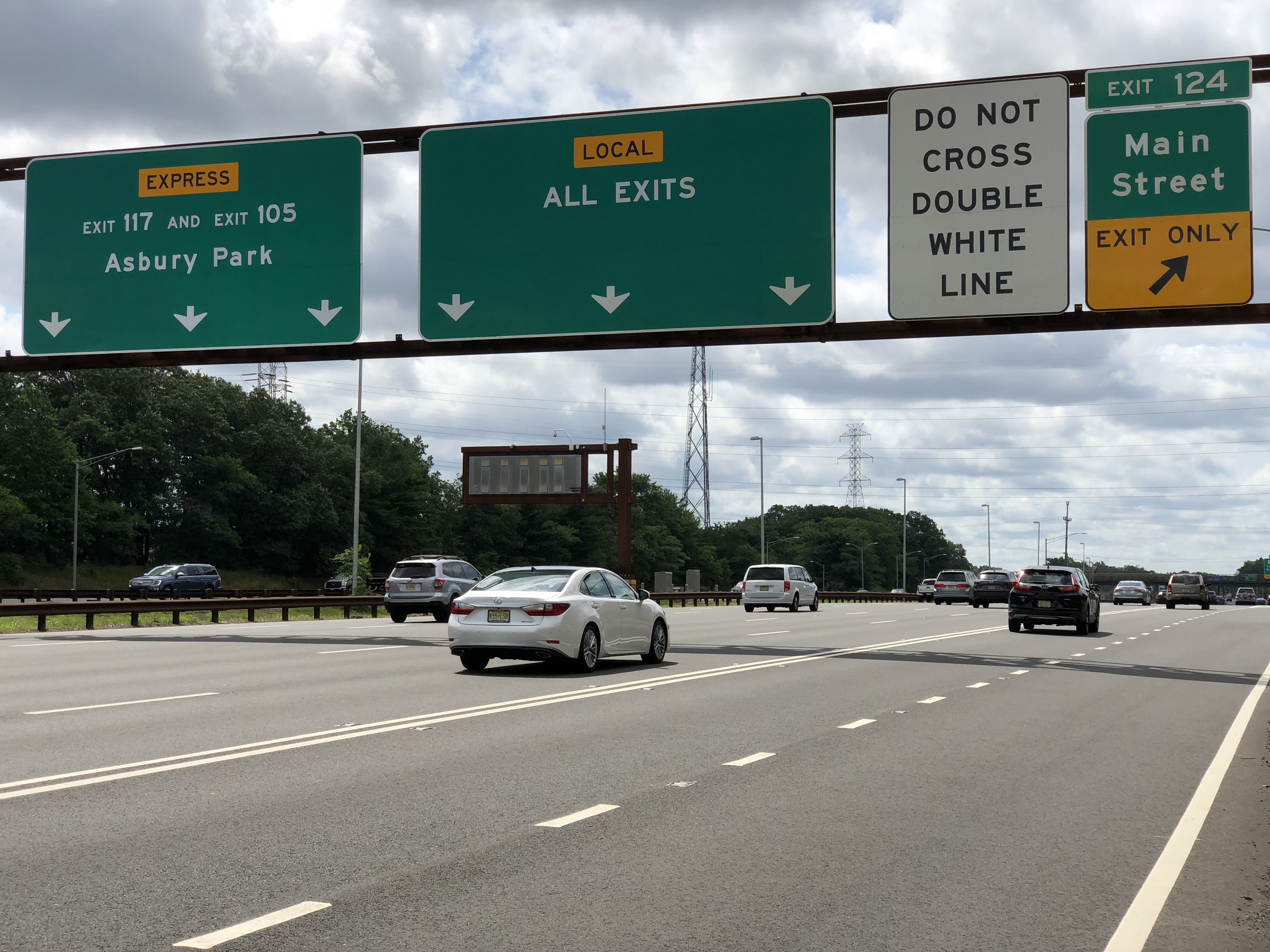
Сад Стейт Парквей розділився на місцеві та експрес -смуги в Сайревіллі, штат Нью -Джерсі

## Приклад розв'язок конюшини
Конюшинова розв'язка може мати колекторно-розподільні смуги на автостраді або швидкісній дорозі для обробки в'їзду та виїзду транспорту. Зазвичай ця смуга спочатку починається як рампа лише для в’їзду, але іноді вона стає основною смугою або, можливо, смугою лише для виїзду. Метою цієї смуги є полегшення руху до виїздів з автомагістралі та від в’їздів на автостраду.

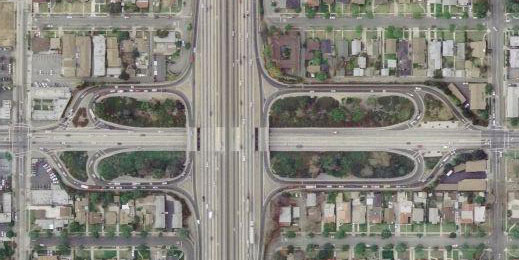
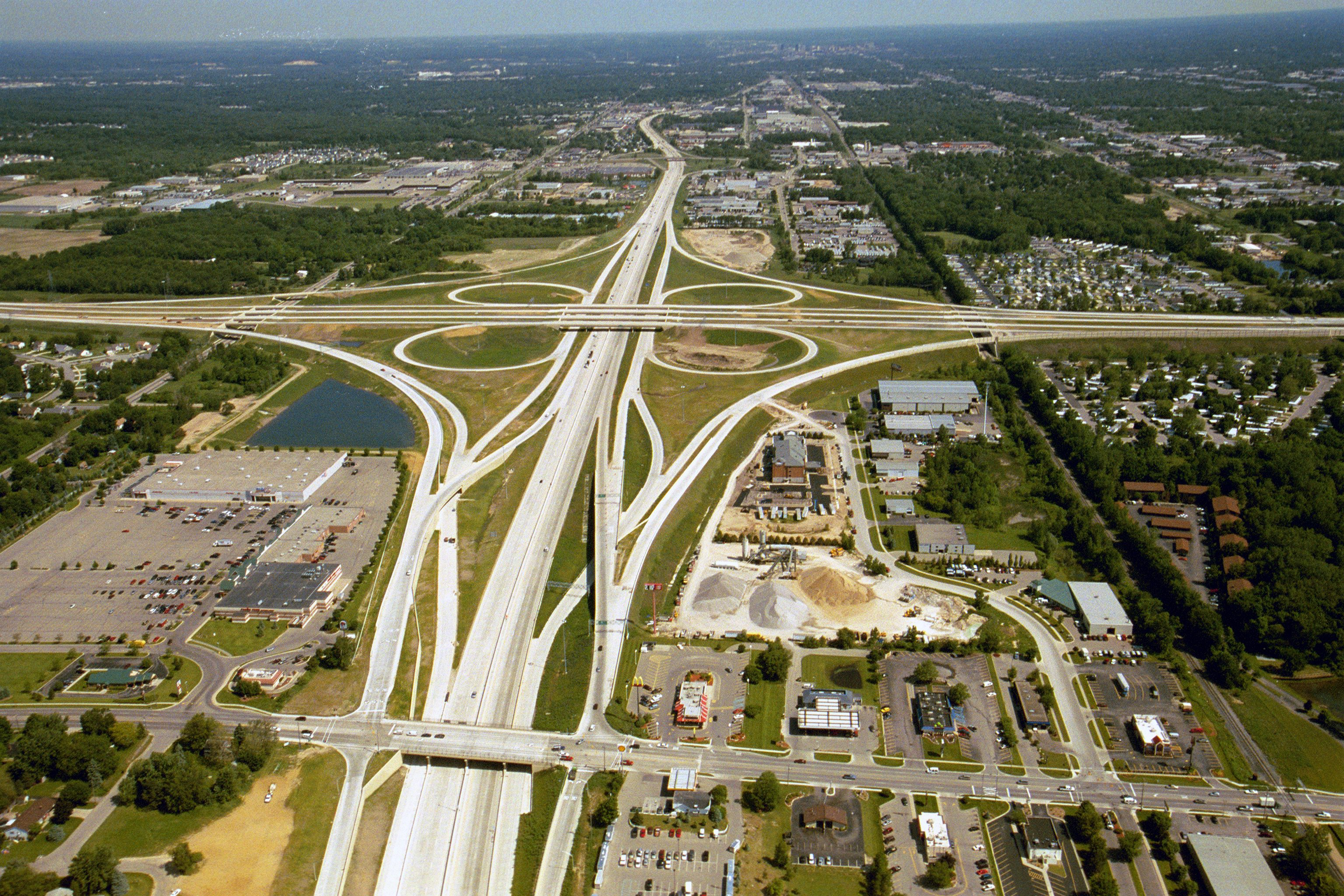
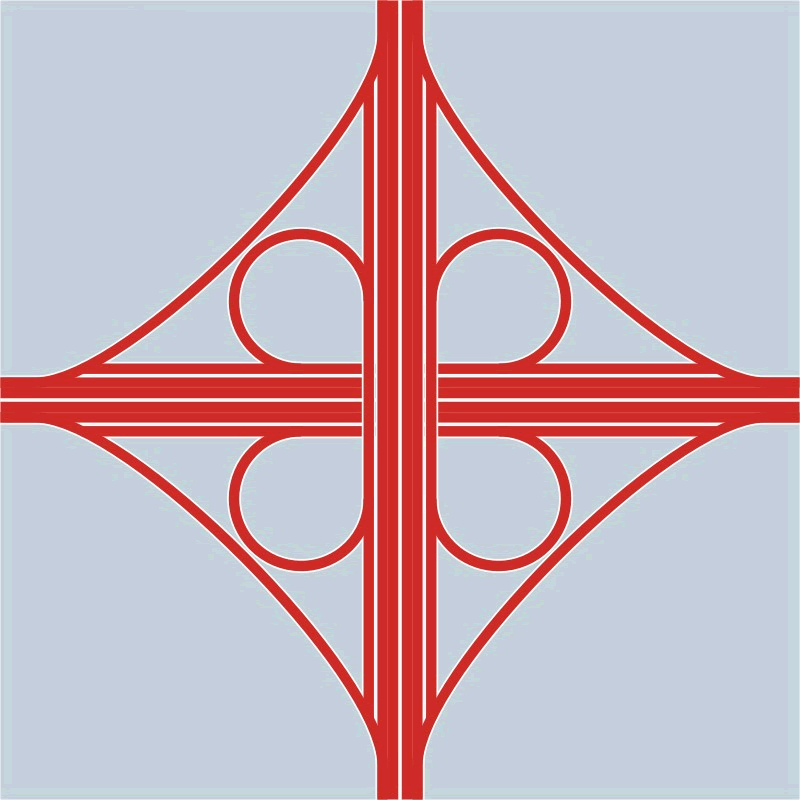
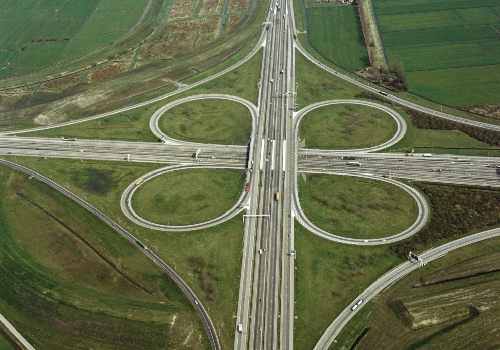